# Rue du Contrat-Social (Rouen)
Pour les articles homonymes, voir Rue du Contrat-Social.
La rue du Contrat-Social est une voie publique de la commune française de Rouen.

## Situation et accès
Située à Rouen, la rue du Contrat-Social est parallèle à la Seine. Elle a pour tenant le boulevard des Belges et pour aboutissant la rue du Pré-de-la-Bataille. Les voies qui la joignent lui sont perpendiculaires, il s'agit de la rue de Buffon, Georges-d'Amboise, de Lecat, Achille-Flaubert. Elle traverse la place de la Madeleine où se situe l’hôtel de préfecture de Seine-Maritime, dont la rue du Contrat-Social constitue une voie d'accès direct.

## Origine du nom
Son nom provient de l’œuvre majeure de philosophie politique intitulée Du contrat social, écrite en 1762 par l'écrivain genevois Jean-Jacques Rousseau.

## Historique
Au XVIIIe siècle, l'installation de l'Hôtel-Dieu à l'ouest de la ville s'accompagne du percement de nouvelles rues. Ainsi, on perce la rue de Bellegarde en 1775 ; nommée ainsi en l'honneur de Jacques de Lannoy de Bellegarde, alors conseiller du parlement de Normandie et maire de Rouen de 1776 à 1779,.
L'architecte François Guéroult y fit construire une salle de manège.
En France, la philosophie politique de Rousseau exerce une influence considérable lors de la période révolutionnaire, durant laquelle son livre le Contrat social est « redécouvert » et, en 1795, l'engouement pour l'œuvre est tel que la rue Bellegarde est renommée rue du Contrat-Social. Cette dénomination survécut aux nombreux changements de régime politique que connut la France.
Cette évolution toponymique est attestée en 1858.
Gaston Le Breton (1845-1920) y est né au no 32.
Édouard Michaux-Bellaire (1857-1930) y est né au no 34.
Pierre Dardel (1885-1969) a habité au no 29bis.